# El cor de la terra
El cor de la terra (versió original: El corazón de la tierra) és una pel·lícula de 2007 dirigida per Antonio Cuadri. És l'adaptació de la novel·la homònima de Juan Cobos Wilkins.

## Argument
El 1873 un grup d'anglesos compren les mines de Riotinto (Huelva) creant la Rio Tinto Company i explotant cruelment els treballadors, sobretot menors i degradant notablement el medi ambient. Un dia arriba a la zona l'anarquista Maximiliano Tornet i adonant-se d'aquests fets inicia una revolta popular aconseguint unir els miners i camperols de tota la comarca. Però el 1888 els esdeveniments es precipiten i els propietaris de la mina obliguen a l'exèrcit espanyol a fer una brutal càrrega contra els vaguistes que acaba amb desenes de morts.

## Repartiment[3]
- Catalina Sandino Moreno: 	Blanca Bosco
- Sienna Guillory: 	Katherine
- Philip Winchester: 	Robert Coyle
- Bernard Hill: 	Mr. Crown
- Joaquim de Almeida: 	Baxter
- Ana Fernández: 	Mercedes
- Fernando Ramallo: 	Carlos
- Juan Fernández: 	Nazario
- Jorge Perugorría: 	Alcalde
- Ana Isabel Calvo Tudela: 	Ballarí
- Jesús Carrillo: 	Anarquista 4
- Alicia Cifredo
- Juan Cisneros Marquez: 	Ballarí
- Mariana Cordero
- Elvira de Armiñán: 	Blanca Bosco - Chica
- Pablo Durán: 	Maximiliano Tornet
- Jason Fernández
- Mercedes Hoyos: 	Carmen
- Carlos Kaniowsky: 	Manuel
- Luichi Macías: 	Gipsy dancer
- Pino Moreau: 	Fernando, guàrdia civil
- Natalia Quesnel: 	Kathleen
- Mauro Rivera
- Arthur Rowshan: 	Ajay
- Jonny Spencer: 	Vigilant

## Comentaris
El film està basat en l'explotació empresarial que va tenir lloc a les mines. La pel·lícula va ser rodada a les mines de Riotinto, Linares de la Sierra, Trigueros i Mazagón (Huelva), on es van esdevenir els fets (denominats posteriorment com "l'any dels trets") i que van originar la cessació d'activitat de les mines de Rio Tinto, amb extres d'aquesta localitat i de la província. La pel·lícula, basada en el llibre homònim i que inclou forts canvis respecte a l'original, va ser estrenada, el 10 d'abril de 2007, simultàniament a Minas de Riotinto i Sevilla.
La pel·lícula va rebre el "Premi a la millor pel·lícula" del Festival de Cinema Llatí de Miami i va ser nominada a dos Premis Goya tècnics.

## Rebuda
"Cuadri aposta per l'espectacle i demostra un excel·lent maneig de la càmera (...) Tanmateix, així com avança la pel·lícula, la història es fa cada vegada menys transcendent, més maniquea i pueril"

## Premis i nominacions

### Nominacions
- 2008. Goya al millor maquillatge i perruqueria per José Quetglás i Blanca Sánchez
- 2008. Goya als millors efectes especials per Reyes Abades i Alex G. Ortoll